# Emily Rosenberg
Emily Schlaht Rosenberg (Sheridan, Wyoming, 1944), más conocida como Emily Rosenberg, es una historiadora norteamericana y una de las más reputadas en su campo, centrando su trabajo en el análisis de la política internacional y cómo los roles de género y las construcciones sociales afectan a las relaciones internacionales.

## Biografía
Emily Rosenberg vivió en la población norteamericana de Sheridan hasta el comienzo de su carrera universitaria.
Su madre es Helen Schlaht y su padre Albert A, un prestigioso ejecutivo de una empresa de seguros de vida. Se casó con Norman L. Rosenberg el 4 de junio de 1966, con el que tiene 4 hijos: Ruth, Joseph, Sarah y Molly.
Estudio y se doctoró en Historia en 1973 en la State University de Nueva York.

## Vida laboral
Su estudio de las Relaciones Internacionales norteamericanas empezó cuando estaba estudiando en la universidad en los años 60. Fue precisamente la guerra de Vietnam la que le hizo plantearse el poder de su país y su uso del mismo.
Sus investigaciones se centran en la historia transnacional y global entre Estados Unidos y el resto del mundo. También es experta en la relación de los estudios de género y las Relaciones Internacionales.
En mayo de 2010 ganó el premio a Profesora del Año en la UCI (University of California, Irvine) y justificó este premio diciendo que es una profesora muy apreciada por sus alumnos y compañeros, que centra la enseñanza del grado de Historia en el estudio de las fuentes primarias. No solo se limita a enseñar, sino que sigue formándose, participando en la Asociación de Historiadores de Estados Unidos. 
Emily Rosenberg también estudia los procesos de la Memoria Histórica; en uno de sus libros examina diversas construcciones del símbolo de la política exterior más prominente en la historia de los Estados Unidos, el ataque a Pearl Harbor (A Date Which Will Live: Pearl Harbor and American Memory).
Dos de sus libros más importantes (Spreading the American Dream: American Economic and Cultural Expansion, 1890-1945 and Financial Missionaries to the World: The Politics and Culture of Dollar Diplomacy), hablan del ascenso al poder y la historia de las políticas internacionales de los Estados Unidos. Su libro Transnational Currents in a Shrinking World presenta una nueva supervivencia de las redes sociales y culturales en el intercambio global actual.
En la actualidad Emily Rosenberg trabaja en la Universidad de California Irvine desde 2006 como profesora y es catedrática en dicha universidad.

## Pensamiento
Emily Rosenberg afirma que sus intereses en la investigación y la enseñanza se centran en la historia económica de Estados Unidos y cómo ha desarrollado su cultura expandiéndola hacia el mundo y en las redes transnacionales globales desarrolladas desde la mitad del siglo XIX hasta el presente.
Uno de sus mayores intereses de investigación actuales es la expansión de la cultura americana. Aunque tradicionalmente algunos historiadores norteamericanos hablaban del desarrollo de un imperialismo cultural, Emily Rosenberg destaca la proliferación de la imagen americana es debida a la maleabilidad y las múltiples influencias culturales de la sociedad americana. Dentro de la amplia área en la que se incluye la historia de las políticas internacionales de los Estados Unidos y las diversas relaciones entre el país norteamericano y el resto de países, Emily enfatiza en temas como la construcción cultural y la respuesta diplomática.
Rosenberg considera que nunca se le ha dado suficiente visibilidad a los conflictos y problemas imperialistas de los Estados Unidos en la Primera Guerra Mundial. De esta manera su tesis razona acerca de que los Estados Unidos se presentan al mundo en la Gran Guerra pero de alguna manera esconden sus políticas internacionales.
Su entrada en la Primera Guerra Mundial lo hacen de manera opaca respecto a sus conflictos con las colonias y protectorados. El éxito en ella cubre todos esos problemas. Obviamente la entrada a la guerra tuvo un impacto en el tratamiento a esas colonias pero en la historia de Estados Unidos es algo que no se estudia.

## Obras más importantes
- Transnational Currents in a Shrinking World, 1870-1945 (Cambridge: Harvard University Press, 2014).
- A Date Which Will Live: Pearl Harbor in American Memory (Duke University Press, 2003; paperback, 2005).
- Financial Missionaries to the World: The Politics and Culture of Dollar Diplomacy, 1900-1930 (Harvard University Press, 1999; paperback, Duke University Press, 2004).
- Spreading the American Dream: American Economic and Cultural Expansion, 1890-1945 (Hill and Wang, 1982).
- Postwar America: Readings (New York: Prentice Hall, 1976; rev eds., 1980), junto a Norman Rosenberg.
- America: A Portrait in History (New York: Prentice Hall, 1973; rev. ed, 1977), junto a Norman Rosenberg, David Burner y Robert Marcus.
- In Our Times: America Since 1945,  junto a Norman Rosenberg.
- World War I and the Growth of United States Predominance in Latin America (Garland Press, 1986).